# NGC 5265
NGC 5265 is een balkspiraalstelsel in het sterrenbeeld Jachthonden. Het hemelobject werd op 1 mei 1785 ontdekt door de Duits-Britse astronoom William Herschel.

## Synoniemen
- MCG 6-30-68
- ZWG 190.40
- KUG 1337+371
- IRAS 13379+3706
- PGC 48354